# Naomi Munakata
Naomi Munakata (em japonês:  宗像 直美, Hiroshima, 31 de maio de 1955 – São Paulo, 26 de março de 2020) foi uma importante maestrina brasileira nascida no Japão e residente na cidade de São Paulo. Durante 20 anos foi regente e diretora artística do Coro da Osesp. Desde 2016, era regente titular do Coral Paulistano Mário de Andrade.

## Biografia
Nascida em Hiroshima, em 1955, aos dois anos de idade mudou-se com sua família para o Brasil. Iniciou os estudos de piano aos quatro anos e aos sete começou a cantar no coral regido por seu pai, Motoi Munakata. Estudou ainda violino e harpa e formou-se em composição e regência na Faculdade de Música do Instituto Musical de São Paulo. Em sua formação teve como professores Eleazar de Carvalho, Hugh Ross, Sérgio Magnani, John Neschling, Hans Joachim Koellreutter e Eric Ericson.
Em 1999 participou no Rio de Janeiro do II Concurso Nacional Funarte de Canto Coral à frente do Grupo Vox, se classificando em terceiro lugar.
Recebeu o prêmio de Melhor Regente Coral  pela Associação Paulista dos Críticos de Arte e foi contemplada com uma bolsa de estudos do governo de japonês para aperfeiçoar-se na Universidade de Tóquio. Dirigiu a Escola Municipal de Música de São Paulo e esteve à frente do Coral Jovem do Estado, como regente e diretora artística. 
Foi também  regente titular do Coro da Osesp de 1995 a 2015. Em 2014, durante a comemoração dos 20 anos do Coro, Naomi  Munakata foi homenageada, pela Osesp, com a concessão do título de regente honorária. Sendo ela a regente titular, a extemporânea honraria só viria a fazer sentido pouco tempo depois. No final de 2015, Naomi seria destituída de sua função de regente titular - porque, segundo a diretoria da própria Osesp, o desempenho do coro estaria abaixo do esperado. Manteria, contudo, o título de Regente Honorária do Coro da Osesp. A demissão foi anunciada em nota oficial, assinada por Marcelo Lopes, Arthur Nestrovski e Marin Alsop, muito elogiosa à "querida Naomi". "Fiquei surpresa com a decisão", disse ela. A notícia lhe foi dada, e aos integrantes do coro, pouco antes do subirem ao palco, para o concerto de encerramento da temporada.
Em 2012, regeu o Coro da Orquestra Sinfônica do Estado de São Paulo, no CD Aylton Escobar Obras para Coro..
Conduziu  o programa Vozes, dedicado à música coral erudita, na Rádio Cultura FM, entre 2006 e 2019, quando foi demitida pela emissora.
De 2016  até sua morte, decorrente da Covid-19, foi regente titular do Coral Paulistano Mário de Andrade, função que assumira em substituição ao maestro Martinho Lutero Galati  - morto um dia antes de Naomi Munakata, também em consequência da Covid-19. Naomi foi sucedida, na regência do Coral Paulistano, por Maíra Ferreira, sua assistente no Municipal desde 2016.

## Morte
Naomi estava internada desde o dia 16 de março no Hospital Alemão Oswaldo Cruz com sintomas de covid-19. Morreu em 26 de março de 2020, aos 64 anos.

## Premiações e homenagens
- Bolsista da Fundação VITAE para estudar regência coral com Eric Ericson, na Suécia.
- Regente Honorária do Coro da Osesp – título que recebeu em 2014
- Diploma de Honra ao Mérito do Cônsul Geral do Japão em homenagem à oito mulheres atuantes na sociedade (20 de julho de 2017)
- Melhor Regente Coral, pela Associação Paulista dos Críticos de Arte
- Em 1986, recebeu do governo japonês uma bolsa de estudos para aperfeiçoar-se em regência na Universidade de Tóquio.

## Gravações
CD “Canções do Brasil”, com o Coro da Osesp, lançado em 2009, seu primeiro CD (gravadora Biscoito Fino), em comemoração aos 15 anos do coral.